# 5859 Ostozhenka
5859 Ostozhenka (1979 FD2) là một tiểu hành tinh vành đai chính được phát hiện ngày 23 tháng 3 năm 1979 bởi N. S. Chernykh ở Nauchnyj.